# Van Sytzama

Wapen van Van Sytzama

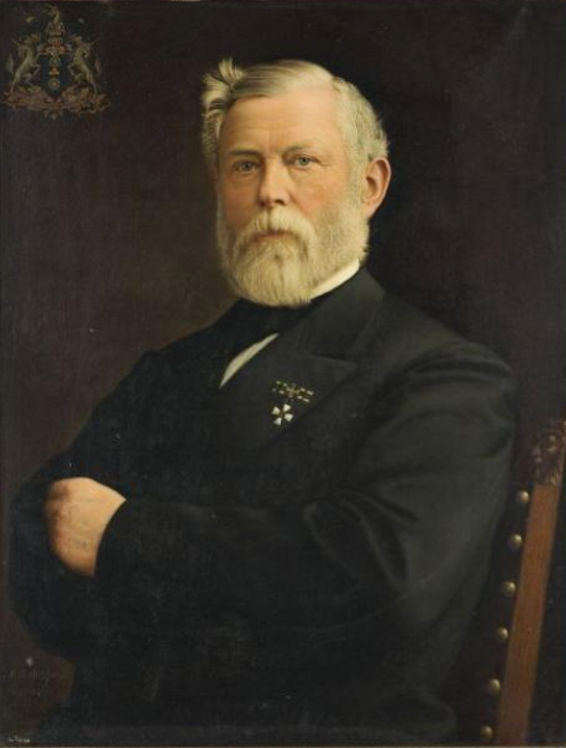
Douwe Jan Vincent baron van Sytzama (1886) door Hendrik Antoon Pothast

Van Sytzama is een geslacht uit Arum waarvan leden sinds 1814 tot de Nederlandse adel behoren.

## Geschiedenis
De stamreeks begint met de eigenerfde Peer Sytzazin die in Arum op het Sytzamagoed woonde en voor 14 juli 1492 overleed. Een vervalste oorkonde moest aantonen dat hij een "echte" Sytzama was, door te stellen dat hij een broer was van de edelman Jelmer Sytzama, wat (dus) niet waar was. Bij Souverein Besluit van 28 augustus 1814 werden twee nazaten van hem erkend als edelen van Friesland; in 1822 werd de titel van baron erkend.

## Enkele telgen
- Maurits Pico Diederik van Sytzama (1731-1795), bestuurder
- Clara Feyoena van Raesfelt-van Sytzama (1729-1807), dichteres
- Mr. Willem Hendrik baron van Sytzama (1763-1848), jurist en lid van de Tweede Kamer
- Johannes Galenus baron van Sytzama (1767-1839), luitenant-generaal
- Maurits Pico Diederik baron van Sytzama (1789-1848), lid en voorzitter van de Tweede Kamer
- Douwe Jan Vincent baron van Sytzama (1816-1886), burgemeester
- Mr. Johannes Galenus Willem Hendrik baron van Sytzama (1830-1907), burgemeester